# Enoplognatha bidens
Enoplognatha bidens är en spindelart som beskrevs av Simon 1908. Enoplognatha bidens ingår i släktet Enoplognatha och familjen klotspindlar.
Artens utbredningsområde är Western Australia. Inga underarter finns listade i Catalogue of Life.